# Rectum (plaats)
Rectum is een buurtschap in de Nederlandse gemeente Wierden (provincie Overijssel). Het kende op 1 januari 2010 370 inwoners. Rectum ligt tussen Wierden en de Huurne, IJpelo, Enter en Notter in. De agrarische sector is voor de buurtschap altijd bepalend geweest. Het gebied kende dan ook lang een eigen boerenbond. Het deelt samen met de buurtschap IJpelo een basisschool. Naast de veeteelt en akkerbouw, is er sinds 2004 ook wijnbouw.

## Geschiedenis
In een dertiende-eeuwse goederenlijst (1260-1270) wordt voor het eerst een boerderij in Rectum genoemd. Rodolf van Bevervoorde en zijn zonen werden toen beleend met de casa in Bovinc, een leengoed van Nicolaus de Sconevelde, borgman van Bentheim. Deze had het in leen van de graven van Bentheim. Samen met het gebied in IJpelo en een aantal erven in Enter vormde het een territoriale eenheid. De dienstman die het in achterleen hield was de riddermatige familie Van Bevervoorde die in Rectum de Hof te Bevervoorde bezat. Ook in Rijssen treft men de Van Bevervoordes aan. De naam Rectum wordt in de veertiende-eeuwse oorkonden niet gebruikt, maar men spreekt van de heerschap Bevervorde. De naam is Nedersaksisch en is een samenvoeging van verbasterde woorden Recde of Regde van de oude naam voor de Regge en -tem, -tum, van heim, wat woonstede betekent. De betekenis is nederzetting aan de Regge. Tot 1475 worden Rectum en IJpelo in één adem genoemd. In het Schattingsregister van Twente van 1475 is Rectum en IJpelo één marke of buurschap.
Rectum hoorde tot 1811 onder het gericht Kedingen en was een van de zogenaamde Rijssense kwartieren. In 1811 ging het deel uitmaken van de gemeente Wierden. Het gebied van de buurtschap Rectum was afgebakend met lakestenen, lakepalen of lakestaken. Deze grenspalen en hun locatie zijn beschreven. De oude grensstenen verdwenen uit het landschap.

## Archeologie
Een archeologische inventarisatie van dit gebied toont aan dat het in de prehistorie is bewoond. Op de Rectummer Es, de Kloosterhoek, de Kruisakkers en de Bonyngkempkes zijn sporen van bewoning aangetroffen. Op de Kruisakkers zijn grafvondsten gedaan. Een stenen hamerbijl en een ronde stenen bal van dezelfde witte steensoort, twee zeldzame puntgave artefacten. Langs de Regge en de Exosche Aa zijn vondsten gedaan uit verschillende tijdperken. In de Kloosterhoek is een vroeg-neolithische nederzetting gevonden. Voor de neolithische bewoning zijn op verschillende plaatsen indicaties gevonden. De stenen bijl en het aardewerk stamt uit de neolithische tijd, het vuursteen waarschijnlijk uit de mesolithische periode tot circa 3000 v. Chr. Het gebied lag toen grotendeels droog en werd doorsneden door riviertjes en kreken. Later verdronk het gebied onder invloed van de stijging van de zeespiegel. Verder zijn in 1933 in de Kloosterhoek naast het erve Kedinkhuis opgravingen gedaan door het Rijksmuseum van Oudheden te Leiden. Daarbij kwamen paalgaten van hutten en de resten van houten waterputten voor de dag. De gevonden aardewerkresten en keramiek, getypeerd als Karolingisch en kogelpot dateerden uit de 10e eeuw. Op de plaats van de oude waterburcht Het Slot is een puntgave bronzen randhielbijl en een houten nap gevonden uit de 10e eeuw, die zich in het depot van het Rijksmuseum Twenthe bevinden. In de jaren 80 en 90 zijn door verschillende instanties als Bureau Raap en in opdracht van de landinrichting bodemonderzoeken gedaan. Hierbij heeft men op het terrein rond de Bevervoorde en in de Kloosterhoek omvangrijke vroeg middeleeuwse ijzerproductie aangetroffen. Restanten van ovens voor het smeltproces van ijzeroer en klappersteen, restanten van stookplaatsen waar meilers hebben gestaan. Op het zogenaamde 'Holdarp' en de 'Bonyngkempkes' heeft men sporen van vroegmiddeleeuwse bewoning aangetroffen 10e eeuw, keramiek, vaatwerk, merendeel uit de 14e eeuw.

## Marke Rectum
De marke Rectum behoorde tot 1811 bij het richterambt Kedingen. Sindsdien behoort het tot de gemeente Wierden. In 1848 werd de marke als zodanig opgeheven. De Marke van Rectum werd bestuurd door de eigengeërfden of markegenoten genaamd. Dit vond plaats op de markevergadering of holting waarbij de erfmarkerichter van de marke de leiding had. Het erfmarkerichterschap was verbonden aan een erf, een huisplaats. Diegene die de huisplaats in bezit had en ook het erfmarkerichterschap mocht zich erfmarkerichter noemen. In Rectum bevond zich deze op het erve De Hof. Hier woonde een hofmeier die voor de erfmarkerichter allerhande zaken moest verrichten. Het markeboek dat is opgemaakt op Het Hoff te Rectum is bewaard gebleven en ligt in het Historisch Archief te Zwolle.
De marke bestond uit 5 volgewaarde erven, brinkzitters, katersteden en hutten. De volgewaarden bezaten per erf vier stemmen in de marke. De brinkzitters per erf drie en de katerstede per kotte een. De bouwman van een boerderij kon ook over een uitdrift bezitten om het vee op de es te mogen weiden. De notulen van de holting in Rectum werden vastgelegd in het markeboek. Voor Rectum zijn deze bewaard gebleven vanaf 1567 tot de opheffing in 1848. In de marke Rectum bevonden zich drie huizen die bewoond waren door de Twentse lage land adel, zogenaamde jonkers, namelijk het huis De Dackhorst, het huis Het Slot en de Hof te Bevervoorde. Door wie deze gesticht zijn is niet bekend. De eigenaren in de 14e, 15e en 16e eeuw waren de familie Van Langen. Aan het einde van de 17e eeuw kwamen de huizen met de opkomst van de bourgeoisie in bezit van deze gegoede burgerij, zoals de doopsgezinde familie Ten Cate uit Almelo, bekend van de Twentse textielnijverheid, en de familie Smelt, zogenaamde Rusluie uit Vriezenveen, die in het Russische Sint-Petersburg fortuin maakten. De drie huizen Dackhorst, Het Slot en Het Bevervoorde, zijn rond 1850 afgebroken, nadat zij geruime tijd in desolate toestand verkeerden.

## Markegrens
De grens of lakegang van de marke en buurtschap Rectum werd afgebakend door een aantal lakestenen of lakestaken. Vanaf de Steenlaar op de Nieuwstad ging ze in rechte lijn in noordoostelijke richting naar de Haer. Bij het Haerhecke stond een steen, daarna vervolgde de lake zijn gang naar de lakesteen die stond in de Hesselinksteeg. Vandaar over het land van Bevervoorde voor het Hesselink langs naar de andere zijde van de Aa, tot aan het Selhorst. Hier stond een lakesteen in de Bokhorst. Vanaf de Bokhorst ging de lakegang door de Bueshoop naar de Aakolk voor de katerstede Het Kate. Vanaf hier vervolgde de lake zijn gang met het verloop van de Regge. Bij de Kloosterkampen stond de lakesteen met de naam de Stake van Sunte Jorren. Dit was het drie marken punt tussen Rijssen, Enter en Rectum. De Stake van Sunte Jorren wordt in 1832 bij de kadastrale inzettingen omgedoopt tot De Reggepaal. Vanaf hier ging deze in rechte lijn richting het Noorden door het Grimbergerveld naar de lakesteen op de Steenlaar.

## Sagen en legenden
In Rectum speelde de sage van de drijvende bakstenen die men niet aan de man kon brengen, omdat men dacht dat ze behekst waren. Vooral in Rijssen wilde men niets van de Rectummer bakstenen weten.
In het midden van de 19e eeuw kwam de Rectummer onderwijzer Van Wijngaarden in bezit van een steen afkomstig van het oude kasteel de Grimberg in Notter. Toen hij in Rectum waar zijn school stond, aan een boer vroeg of hij wist van de drijvende stenen en het Rectummer gezegde 'Hé drif as ne bakstien'. Hierop antwoordde de boer: 'dat z'ok oe wal anders kunnen losten zéén, en hij haalde een steen los uit de put die voor het huis opgemetseld was en wierp deze in het water. De baksteen bleef terstond drijven. De boer zei: De stenen zijn afkomstig van Het Slot, hetwelk de legende zegt als een oud en sterk en door een dubbel gracht omringd kasteel. De bisschop van Münster Bernhard van Galen, zou er tijdens zijn omzwervingen en plunderingen hebben gebivakkeerd. Later is het gesloopt en op het midden terrein is een boerderij gebouwd. Volgens de boer zouden de stenen van de havezate Dackhorst ook stenen bevatten die ook op water kunnen drijven. Ook in Rijssen werd er verteld over behekste stenen. Achter de Baniskamp in Rijssen heeft men ook een beste partij zwarte klei gevonden die men tot bakstenen heeft verwerkt. Toen men erachter kwam dat ze op water bleven drijven werden de Rijssense Tichelaars tot tovenaars verklaard en van hekserij beticht.

## Bevolking

### Godsdienst
In Rectum wonen in vergelijking met de omliggende plaatsen, die veelal een protestants karakter hebben, van oorsprong veel rooms-katholieken en niet-kerkelijken. Verder wordt het rooms-katholicisme vooral in het oosten van Twente aangehangen. Er is sprake van een grote mate van onkerkelijkheid. Andere geloven dan het rooms-katholicisme en het protestantisme zijn nauwelijks vertegenwoordigd. Ook De Huurne en Hoge Hexel zijn van oorsprong katholieke enclaves in een protestantse regio.

### Tradities
Zoals in veel plaatsen in Twente en de Achterhoek heeft de autochtone bevolking in Rectum bijnamen. Een opvallend verschil met het naburige dorp Enter of de stad Rijssen is dat de bijnamen in Rectum zijn gekoppeld aan de naam van de boerderij waar de familie woonde. Dit verschijnsel is op veel andere plekken in Twente niet ongebruikelijk. In sommige gevallen neemt een bewoner van een erf zijn huisnaam mee naar het andere erf.

### Dialect
Rectummers hebben een eigen dialect. De bewoners worden vaak gekscherend als "droatnaeghels" betiteld. Het dialect in Rectum wijkt duidelijk af van dat van omliggende plaatsen en van het Twents. Deze variant van het Nedersaksisch wordt Twents-Graafschaps genoemd. Het Twents-Graafschaps wordt gesproken in het gebied van Rectum, Enter, IJpelo, Rijssen, Goor, Markelo, Diepenheim, Neede, Eibergen, Gelselaar, Lochem, Borculo. Eigenlijk het gebied van het voormalige richterambt Kedingen.

## Onderwijs
In het begin van de 17e eeuw had de Buurschap Rectum zijn schoolgebouw met zijn eigen onderwijzer. Het schoolgebouw heeft tot het einde van de 19e eeuw op haar oude locatie gestaan tussen de twee boerderijen Bokdam en Holsbosch. In de laatste jaren toen het gebouwtje geen dienst meer deed als schoolgebouw is het in gebruik genomen als woning. De bewoners van de twee naastgelegen boerderijen voorzagen problemen en hebben het schoolgebouw en de grond gekocht van de markegenoten. De grond werd tussen de twee boeren Bokdam en Holsbosch verdeeld en het oude schoolgebouw afgebroken. Rectum heeft sindsdien geen eigen schoolgebouw meer. De buurtschap deelt nu een school met de buurtschap IJpelo.

## Voornaamste erven
De buurschap of marke Rectum had van oorsprong geen kom of vereniging. De hoeven lagen verspreid over de gehele buurschap. De oudste nederzettingen bevonden zich in de Kloosterhoek en in het centrum van de buurschap. In het westen van de buurschap bevond zich een hoek, "de Nieuwstad" genaamd. In deze hoek zijn de boerderijen overwegend in de 18e eeuw gesticht. De voornaamste en oudste erven in Rectum zijn:
- Hof te Bevervoorde (nu Barvoorde of ook Barfde)
- Dackhorst
- Meulenkamp
- Groot Hulshorst (nu Hulshorst)
- Klein Hulshorst (nu de Kooij)
- Maatkamp
- Het Laer of ook Beushoop (nu Kloasjan)
- Olde Hoffmeijer (nu 't Meesters)
- Mockelencate
- De Hoff te Rectum (nu de Hof of ook Geelsjan)
- Het Slot
- De Coppelle (afgebroken)
- Koppelmaat
- Holsbosch
- Bokdam
- Tijhuis
- Kenkhuis
- Eschuis (onlangs afgebroken)
- Altena (onlangs afgebroken)
- Keppelink
- Woolderink
- Het Cotte (nu Kotteman)
- De Koopman (tegenover Het Slot)
- De Morsch (nu Morsink)

## Trivia
Op 28 maart 2018 werd Rectum door de pornowebsite Pornhub benoemd tot officiële 'Pornhub Premium'-plaats, wat inhield dat alle inwoners van Rectum een gratis abonnement kregen op Pornhub. De reden hiervoor is dat Rectum - internationaal gezien - een seksueel getinte naam is en dat het gevierd moet worden.